# Madhuca cheongiana
Madhuca cheongiana är en tvåhjärtbladig växtart som beskrevs av Yii och P.Chai. Madhuca cheongiana ingår i släktet Madhuca och familjen Sapotaceae. Inga underarter finns listade i Catalogue of Life.